# Park Narodowy Connemara
Park Narodowy Connemara (irl. Páirc Naisiúnta Chonamara, ang. Connemara National Park) – jeden z sześciu parków narodowych w Republice Irlandii, administrowany przez National Parks & Wildlife Services.

## Lokalizacja
Park położony jest na zachodnim wybrzeżu Irlandii w Hrabstwie Galway, na obszarze regionu o tej samej nazwie. Siedziba oraz centrum turystyczne znajduje się w mieście Letterfrack przy drodze N59. Park położony jest na terenie górzystym a w jego granicach znajduje się północna część pasma Twelve Bens.

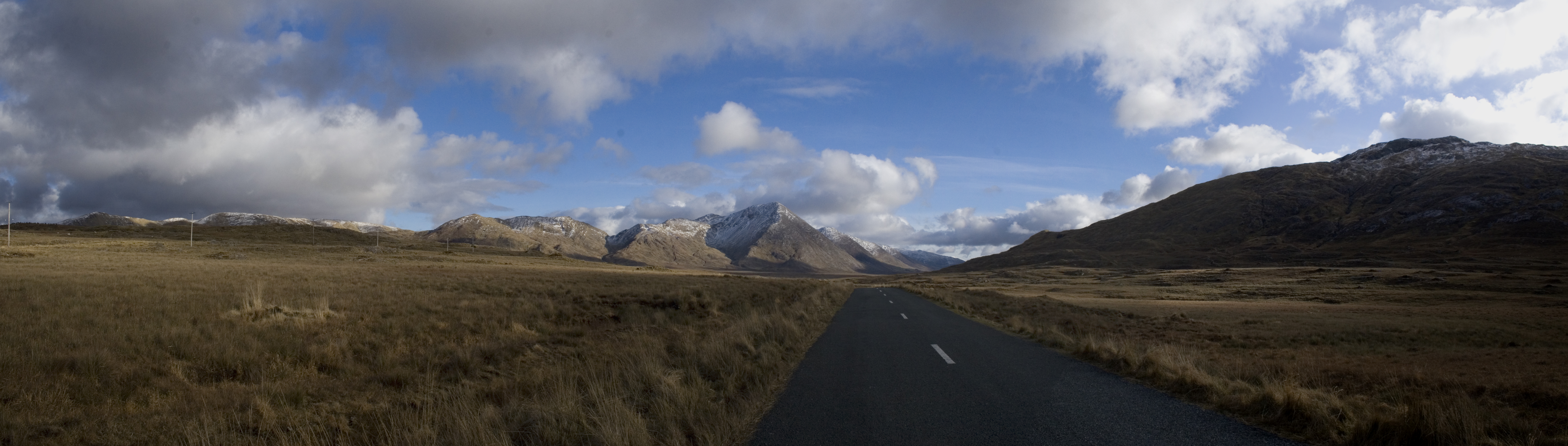
Park Narodowy Connemara

## Historia
Park Narodowy Connemara został utworzony w 1980 roku. Duża część obecnego obszaru Parku była w posiadaniu opactwa Kylemore Abbey oraz Letterfrack Industrial School. Również budynki centrum turystycznego, wzniesione w 1890 roku należały niegdyś do Letterfrack Industrial School. Pozostałe ziemie były własnością prywatną. Obecnie całość obszaru jest własnością państwa. Przed powstaniem Parku ziemie te były wykorzystywane jako pola uprawne oraz pastwiska, natomiast z części torfowisk regularnie wydobywano torf jako materiał opałowy.

## Geologia
Skały budujące podłoże parku są typowe dla pasma Twelve Bens. Są to w przeważającej większości skały przeobrażone, powstałe ze skał osadowych zdeponowanych w ciepłym morzu na przełomie proterozoiku i paleozoiku. Wskutek późniejszych procesów geologicznych doszło to przeobrażenia tych skał w łupki krystaliczne, które następnie w wyniku ruchów górotwórczych i procesów erozyjnych zostały wyniesione na powierzchnię. Wyższe partie wzniesień zbudowane są głównie z odpornego kwarcytu, natomiast obszary położone niżej budują łupki oraz lokalna odmiana zielonego marmuru. Ostateczny wpływ na rodzaj występujących tu skał wywarło ostatnie zlodowacenie. Ustępujący lądolód pozostawił po sobie złoża piasku, żwiru, gliny zwałowej oraz okazy głazów narzutowych.

## Flora
Na terenie Parku dominują torfowiska oraz wrzosowiska. Torfowiska niżej położone charakteryzują się tu większą wilgotnością od tych znajdujących się na większej wysokości. Na wrzosowiskach najpowszechniej występującymi gatunkami są Wrzosiec bagienny oraz wrzosiec szary. Bardzo obficie występuje Trzęślica modra, której fioletowe kwiaty są odpowiedzialne za zabarwienie krajobrazu Parku. Integralną częścią terenów bagiennych są rośliny owadożerne, z których na terenie Parku można spotkać rosiczkę oraz tłustosza. Do rzadkich gatunków roślin zaliczyć można różeńca górskiego, skalnice, listerę oraz Szczawiór alpejski, które występują w wyższych partiach gór.

## Fauna
Na obszarze Parku zaobserwować można liczną grupę ptaków, której skład gatunkowy zmienia się w zależności od pory roku. Najpowszechniej występują Świergotek łąkowy, skowronki, kląskawka czy strzyżyk. Niekiedy spotkać można ptaki drapieżne, takie jak błotniak zbożowy, pustułkę, krogulca oraz sokoła wędrownego. W okresie zimowym wzrasta liczebność gatunków typowych dla Irlandii, czyli ptaki brodzące, szpaki oraz drozdy. W tym okresie spotkać tu można również ptaki wędrowne, na przykład droździka.
Oprócz ptaków na terenie Parku występują również króliki, lisy, ryjówki oraz kuny. Największym występującym ssakiem jest kuc Connemara.